# Eleuthério Brum Negreiros
Eleuthério Brum Negreiros (Rio Grande do Sul, 8 de janeiro de 1921 – 19 de novembro de 1996) foi um médico brasileiro.
Graduado em medicina pela Faculdade Nacional de Medicina da Universidade do Brasil em 1943. Foi eleito membro da Academia Nacional de Medicina em 1979, sucedendo René Laclette na Cadeira 52, que tem Paulo de Figueiredo Parreiras Horta como patrono.